# Waldfriedhof Misburg

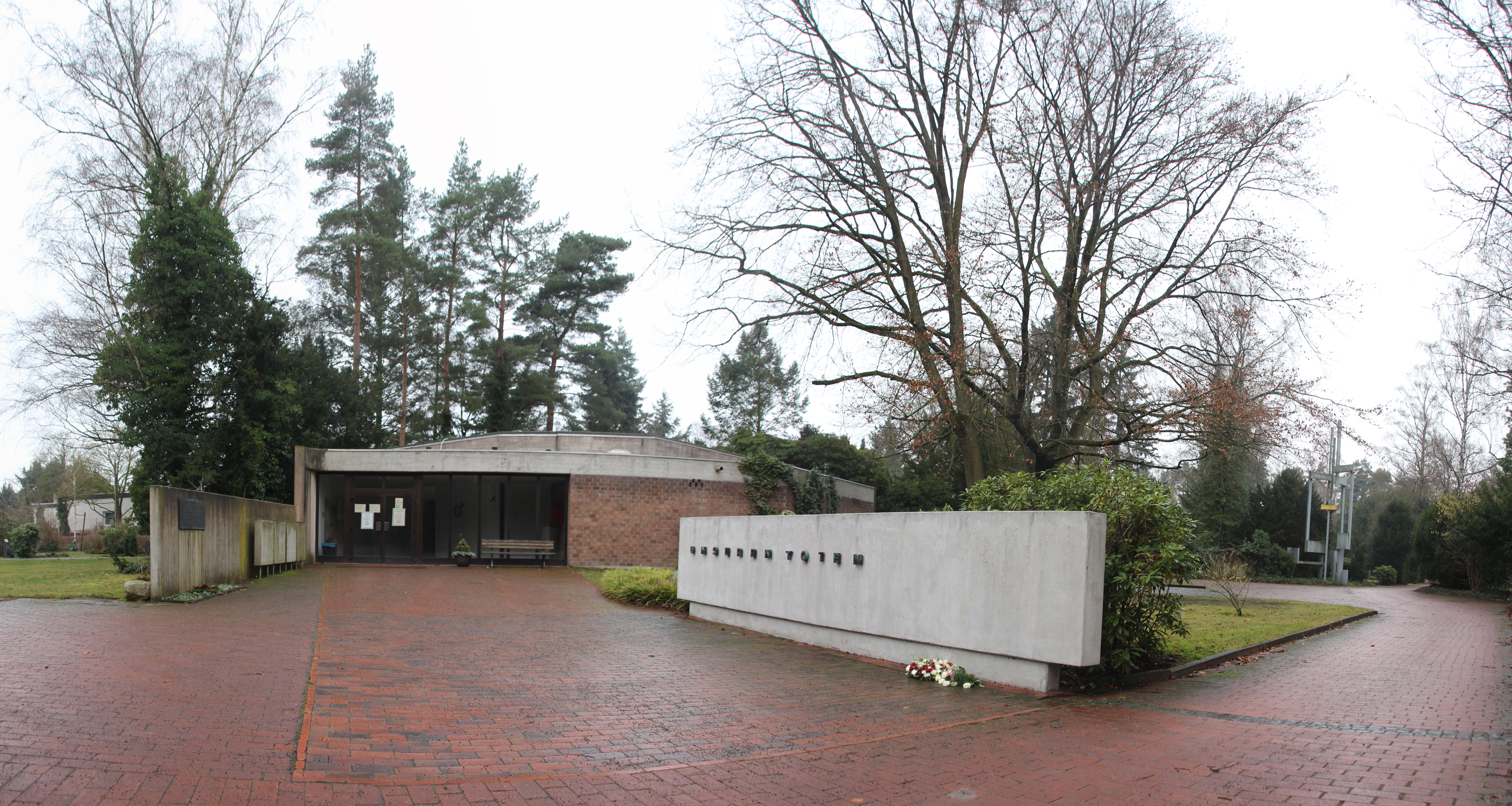
Kapelle und Ehrenmale auf dem Friedhof

Der Waldfriedhof Misburg oder auch Stadtteilfriedhof Misburg und Stadtfriedhof Misburg in Hannover ist ein im ersten Viertel des 20. Jahrhunderts angelegter, parkähnlich angelegter Friedhof. Das rund 7,9 Hektar große Gelände dient der Bestattung der Bewohner der Stadtteile Misburg-Nord und Misburg-Süd und liegt am Rande des Misburger Waldes an der Waldstraße zwischen den Straßen Forstgrund und Alte Peiner Heerstraße.

## Geschichte und Beschreibung
Als Nachfolger des – denkmalgeschützten – Friedhofs Am Seelberg wurde der Waldfriedhof Misburg zu Beginn der Weimarer Republik im Jahr 1921 eröffnet. Wenige Jahre später wurde am 14. Mai 1925 das Denkmal für die Gefallenen des Ersten Weltkrieges eingeweiht.

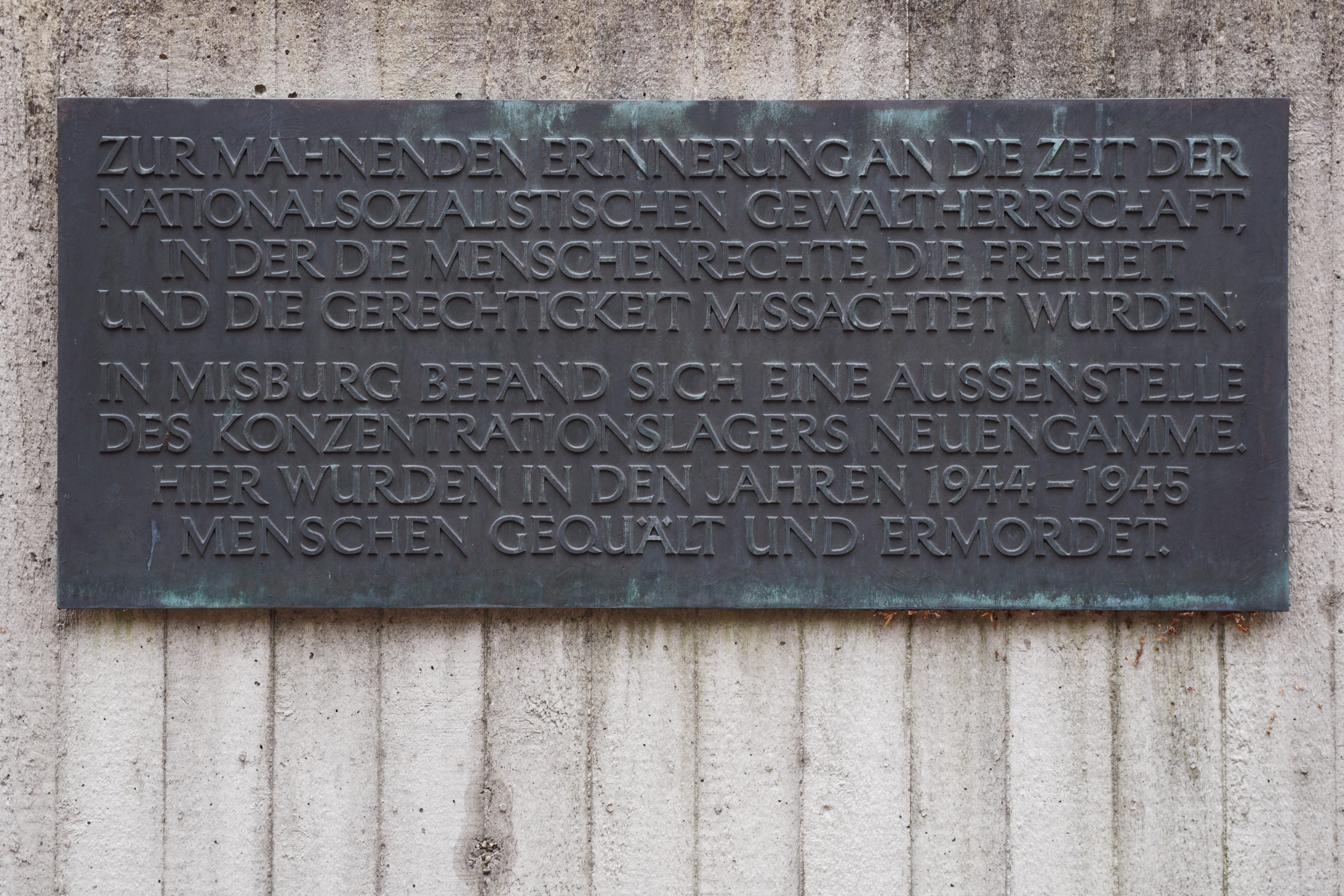
Gedenktafel für das KZ-Außenlager Hannover-Misburg

An die Zwangsarbeiter, die während der Zeit des Nationalsozialismus im nahegelegenen ehemaligen KZ Neuengamme, Außenlager Misburg arbeiten und leiden mussten, erinnert eine Gedenktafel an einer Mauer des Waldfriedhofes. Zudem sollen laut dem Volksbund Deutsche Kriegsgräberfürsorge für weitere Opfer der nationalsozialistischen Gewaltherrschaft, die im Zweiten Weltkrieg während der Luftangriffe auf Hannover getötet wurden, zwei Gräberfelder angelegt worden sein für
- 54 Misburger Bürger, davon 2 unbekannte,
- und außer dem 20 Zwangsarbeiter osteuropäischer Nationalität, von denen 10 namentlich nicht mehr bekannt gemacht werden konnten.

Beide Gräberfelder wurden 2009 neu gestaltet und gekennzeichnet.
Der Waldfriedhof bekam 1963 eine neue Kapelle. In diese translozierte die Stadt Hannover 1989 zwei historische Epitaphe  aus dem Zeitalter des Barocks und befestigte sie an der Wand der Eingangshalle:
1. Derjenige des Heinrich Julie Warmbold und seiner 1676 verstorbenen Ehefrau Anna Ilse Potstahl (auch: Anneliese. geborene Putzstohl) war 1932 beim Bau der St. Anna-Kapelle gefunden worden und von einem Bauarbeiter durch Unkenntnis in zwei Stücke zerschlagen worden. Nachdem das Oberteil im Zweiten Weltkrieg verlorengegangen war, war das Unterteil mit der Inschriften- und Bildseite nach unten lange auf einer ehemaligen Hofstelle als Trittstufe benutzt worden. Später ersetzte der Bildhauer P. Leichsenring aus Lahe das verlorene Stück.[10]
2. Das andere Grabmal war bereits 1955 auf dem Gelände der ehemaligen Mudzborgh gefunden worden und wurde von dem Heimatforscher Anton Scholand als „[...] der Grabstein von Leutnant Putzstohl“ gedeutet, der laut einer Aktennotiz von 1652, bestätigt durch eine Eintragung im Kirchenbuch, im 17. Jahrhundert an Stelle der ehemaligen Burganlage gebaut hatte und dort wohl auch bestattet worden war. Nachdem der Grabstein mit der figürlichen Abbildung des verstorbenen Militärs dann aber wieder als verschollen galt, wurde er Anfang 1989 „[...] auf dem Werkhof des Grünflächenamtes im Döhrbruch wieder entdeckt.“ Auf Betreiben unter anderem eines Nachkommen, Karl Heinz Schiebenhöfer aus Bremen und mit Hilfe unter anderem von Rita Pawelski und dem Rat der Stadt Hannover konnte das Zeitdokument an seinen heutigen Ort verbracht werden.[10]

Heute finden sich auf dem vom Stadtfriedhof Lahe verwalteten Waldfriedhof in Misburg rund 4500 Grabstätten für Sarg- und Urnenbestattungen in Reihen- oder Wahlgräbern. Tiefenbeisetzungen sind nicht möglich.
Der Friedhof ist je nach Jahreszeit tagsüber zu unterschiedlichen Öffnungszeiten begehbar.

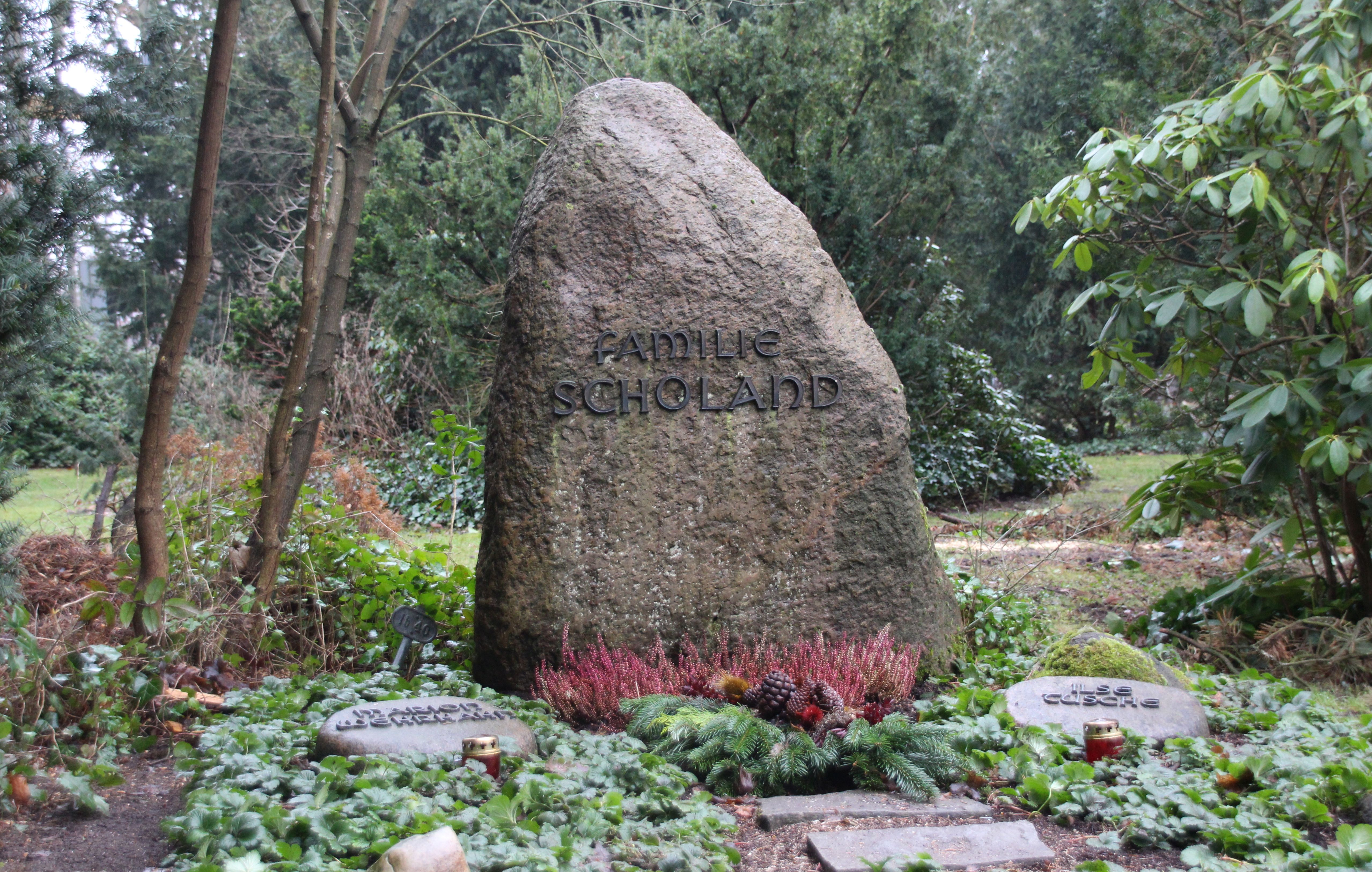
Anton Scholands Grab

## Bedeutende Persönlichkeiten
- Anton Scholand ist auf dem Waldfriedhof begraben.
- 1993 wurde Willi Blume, der letzte Stadtdirektor Misburgs, im Beisein beispielsweise des Theologen Hans Werner Dannowski auf dem Waldfriedhof bestattet.[11]